# Grand Prix du Brabant wallon
Der Grand Prix du Brabant wallon war ein Straßenradrennen in Belgien und fand von 1947 bis 1962 statt. Es war ein Eintagesrennen für Berufsfahrer, das in der Wallonischen Region ausgetragen wurde. Von 1947 bis 1954 fand die Veranstaltung rund um Baisy-Thy statt, ab 1955 rund um Tubize. Das Rennen hatte 15 Austragungen.

## Sieger
- 1947  Gustave Speeckaert
- 1948  Robert Minnaert
- 1949 nicht ausgetragen
- 1950  Gustaaf Wuyckens
- 1951  Henri Van Kerckhove
- 1952  Joseph Plas
- 1953  Jozef Schils
- 1954  Jozef Schils
- 1955  Marcel Janssens
- 1956  Willy Schroeders
- 1957  Léopold Rosseel
- 1958  Pierre Machiels
- 1959  Willy Schroeders
- 1960  Jozef Schils
- 1961  Emile Daems
- 1962  Michael Wright